# Žďárek
Žďárek település Csehországban, Libereci járásban. Žďárek Jenišovice, Sychrov, Frýdštejn, Paceřice és Hodkovice nad Mohelkou településekkel határos. Lakosainak száma 177 fő (2024. január 1.).

## Népesség
A település lakosságának változását az alábbi diagram mutatja:
| Lakosok száma | 217  | 281  | 215  | 151  | 111  | 121  | 143  | 153  | 168  | 177  |
|               | 1869 | 1890 | 1921 | 1950 | 1980 | 2001 | 2017 | 2019 | 2022 | 2024 |